# Ак-Там
Ак-Там (Актам, кирг. Ак-Там) — село, находящееся в Ала-Букинском районе Джалал-Абадской области Кыргызстана. Село Ак-Там является центром многонационального Актамского айыльного округа. Численность населения села, по данным переписи 2009 года, составила 4324 человека.
Основное занятие населения — сельское хозяйство и животноводство.

## Межэтнические конфликты
После распада СССР и провозглашения независимости бывшими союзными республиками, по селу Ак-Там, вдоль ирригационного канала, стала проходить государственная граница между Кыргызстаном и Узбекистаном, разделившая село на две части. Вследствие этого раздела, образовалось два населённых пункта — киргизский Ак-Там, и село Октом Янги-Курганского района Наманганской области Узбекистана.
До сих пор, во многих местах этого региона, граница между двумя государствами не демаркирована и, в настоящее время, остаётся ещё около 60 спорных участков, общей протяжённостью 320 км. В результате этого, в районе села Ак-Там, достаточно часто возникают локальные приграничные конфликты, в том числе, и с участием пограничных служб обеих сторон.
Вследствие обострившихся межэтнических конфликтов в регионе действуют общественные организации, функционирующие на средства международных организаций, в числе которых ПРООН, занимающиеся решением этих вопросов. Одним из источником межэтнических разногласий на бытовой почве служит тот факт, что большую часть населения Ак-тама составляют этнические узбеки. Примером таких бытовых конфликтов может служить ситуация с детским садом в Ак-Таме, который ранее находился в части села, населённой преимущественно узбеками, что вызывало недовольство у киргизского населения. Конфликт удалось уладить после того, как с помощью ПРООН был построен новый детский сад в другой части села.
В последнее время, на первый план в отношениях между Кыргызстаном и Узбекистаном стала выходить проблема, касающаяся пользования поливной водой. Киргизский Актам и узбекский Октом получают поливную воду из ирригационного канала Кош-Терек. Ниже по течению расположены киргизские села Кызыл-Ата и Жапасалды, также являющиеся частью Актамского айыльного округа, которым воды уже не хватает. В 2015 году отпуск воды из Ак-Тама в Октом уменьшился в 20 раз от оговоренных в межрайонном соглашении объёмов. Узбекская сторона обвиняет Кыргызстан в намеренном сокращении подачи воды в Узбекистан, утверждая, что Кыргызстан использует водную проблему в регионе как рычаг давления на страну. Сам Кыргызстан объясняет свои действия нехваткой воды для полива собственных полей.
В 2013 году на средства ПРООН была проведена реконструкция ирригационного канала, обеспечивающего водой киргизские сёла. Бетонирование ложа канала позволило снизить вдвое потери воды. Эти меры несколько разрядили напряжённость в регионе, связанную с нехваткой поливной воды.